# Princess of Power
Princess of Power (с англ. — «Принцесса власти») — шестой студийный альбом уэльской певицы и автора песен Марины, ранее известной как Marina and the Diamonds. Мировая премьера альбома запланирована на 6 июня 2025 года через собственный лейбл певицы Queenie Records, а дистрибуцией занимается лейбл BMG. Альбом станет первым в карьере певицы, выпущенным независимо, поскольку у Марины закончился четырнадцатилетний контракт с лейблом Atlantic; ранее она самостоятельно выпускала мини-альбомы Mermaid vs Sailor и Froot Acoustic.

## История создания
Вышедший в 2021 году пятый студийный альбом Марины Ancient Dreams in a Modern Land получил в целом положительные отзывы музыкальных критиков, которые сравнивали его с её предыдущими работами. В следующем году певица отправилась в одноимённый мировой тур. Во время гастролей она переиздала расширенную версию своего второго студийного альбома Electra Heart в честь его десятилетнего юбилея.
Во время выступления в O2 Academy Brixton Марина объявила, что 22 мая 2022 года она расторгнет свой четырнадцатилетний контракт с Atlantic Records. В ноябре того же года она загрузила изображение в X (ранее Твиттер), на котором подписывает документ, основывающий её независимый лейбл Queenie Records.
В течение следующего года новостей не было, пока Марина не сообщила, что у неё диагностировали миалгический энцефаломиелит — болезнь, сопровождающуюся синдромом хронической усталости. Певица объяснила, что за последние семь лет у неё появились различные симптомы, состоящие из «полагания на адреналин и силу воли, чтобы пережить каждый день». Она восстанавливалась в течение двух месяцев и выразила желание «снова вернуться к [своей] творческой жизни».
Марина вскоре начала работать над новым материалом, что привело к выходу в 2024 году дебютной книги стихов под названием «Eat the World: A Collection of Poems». В интервью Rolling Stone певица рассказала, что «писала шесть месяцев» для своего предстоящего шестого студийного альбома, но всё ещё не продвинулась в этом процессе. Выступив на разогреве у австралийской певицы Кайли Миноуг, Марина вскоре подтвердила, что альбом планируется выпустить в следующем году. В том же месяце стало известно, что певица подписала контракт с Volara Management.
В начале 2025 году сообщалось, что певица начала распространять подарочные пакеты, содержащие живых гусениц с инструкциями по уходу за ними. Эта «захватывающая кампания» достигла кульминации с выходом первого, главного сингла под названием «Butterfly» 21 февраля 2025 года. Описанный как песня в жанрах чеймбер-поп и альт-поп под влиянием хауса, различные музыкальные журналисты подчеркнули лиризм сравнения метаморфоз бабочки с духовным возрождением и личностным ростом. В поддержку сингла на YouTube был выпущен музыкальный клип, снятый Эрин Морено.
«Cupid's Girl» был выпущен в качестве второго сингла 21 марта 2025 года. Синтипоп-трек был встречен неоднозначными отзывами: в The Harvard Crimson описали песню как цепляющую, но «неудачную» и оставляющую слушателей «желать немного большей эмоциональной глубины, которую имели ранние песни». В журнале Atwood Magazine более благосклонно отметили, что певица «демонстрирует свой игривый, сильный подход к любви, знаменуя начало захватывающей новой эры в её музыке».
Позже Марина выпустила тизер, а затем и сам третий сингл «Cuntissimo» 10 апреля 2025 года, вместе с тем официально анонсировав свой новый альбом, который выйдет 6 июня 2025 года.

## Список композиций
| №                   | Название                  | Автор(ы)                               | Продюсер(ы)         | Длительность |
| ------------------- | ------------------------- | -------------------------------------- | ------------------- | ------------ |
| 1.                  | «Princess of Power»       | Марина Диамандис Си-Джей Бэрэн [англ.] | Бэрэн               | 4:09         |
| 2.                  | «Butterfly»               | Диамандис                              | Диамандис Бэрэн     | 4:25         |
| 3.                  | «Cuntissimo»              | Диамандис                              | Диамандис Бэрэн     | 4:00         |
| 4.                  | «Rollercoaster»           | Диамандис                              | Диамандис Бэрэн     | 3:03         |
| 5.                  | «Cupid's Girl»            | Диамандис Бэрэн                        | Диамандис Бэрэн     | 3:28         |
| 6.                  | «Metallic Stallion»       | Диамандис Бэрэн                        | Диамандис Бэрэн     | 4:15         |
| 7.                  | «Je ne sais quoi»         | Диамандис Бэрэн                        | Бэрэн               | 3:33         |
| 8.                  | «Digital Fantasy»         | Диамандис Бэрэн                        | Диамандис Бэрэн     | 3:19         |
| 9.                  | «Everybody Knows I'm Sad» | Диамандис                              | Диамандис Бэрэн     | 4:07         |
| 10.                 | «Cupid's Girl»            | Диамандис Бэрэн                        | Бэрэн               | 3:30         |
| 11.                 | «I <3 You»                | Диамандис Бэрэн                        | Бэрэн               | 3:36         |
| 12.                 | «Adult Girl»              | Диамандис Бэрэн                        | Диамандис Бэрэн     | 3:04         |
| 13.                 | «Final Boss»              | Диамандис Бэрэн                        | Диамандис Бэрэн     | 3:10         |
| Общая длительность: | Общая длительность:       | Общая длительность:                    | Общая длительность: | 47:39        |

## История релизов
| Страна | Дата        | Формат                        | Лейбл   | Источник             |
| ------ | ----------- | ----------------------------- | ------- | -------------------- |
| США    | 6 июня 2025 | CD Цифровая дистрибуция Винил | Queenie | [ 24 ] [ 25 ] [ 26 ] |